# Mirza Malkom Khan

## Biographie
Mirzâ Malkam Khân Nâzem al-Dowle est né en 1833 à Jolfâ, Ispahan. Son père l’envoya étudier en France où il se forma en politique et économie. De retour en Iran, il travailla comme interprète au ministère des affaires étrangères et enseigna à Dâr al-Funûn.
Il fonda la « Farâmush Khâne », fermée par Nâser od-Din Shâh en 1861, ce qui conduisit à son exil à Bagdad puis à Istanbul. En 1871, il retourna en Iran comme conseiller et devint ambassadeur en Angleterre. Il fut impliqué dans la concession Reuters et l’affaire de la loterie royale, qui entraînèrent sa destitution.
Après la mort de Nâser od-Din Shâh, il se réconcilia avec Muzaffar od-Din Shâh et devint ambassadeur d’Iran en Italie en 1898, poste qu’il occupa jusqu’à sa mort en 1908.

## Pensée politique
La pensée politique de Mirza Malkum Khan s'inspire de la philosophie rationnelle et empirique, et s'est développée dans le courant du libéralisme. Ses principes fondamentaux reposent sur trois piliers principaux :
1. Constitutionnalité de l'État – qu'il décrit comme un « gouvernement organisé par la loi » ou une « administration légale ».
2. Croyance en la législation – avec l'idée que « nous devons contrer le flot de tous les maux par la barrière des lois ».
3. Reconnaissance des droits individuels – dont l'origine est attribuée au droit naturel ou « primordial ».

Les idées de Malkum sont fortement influencées par les penseurs du XVIIIᵉ siècle, en particulier Montesquieu, ainsi que par le libéralisme du XIXᵉ siècle qui progressait parallèlement aux sciences expérimentales. Ces influences ont exercé une empreinte directe sur ses concepts politiques.
Il a exposé les fondements de sa pensée politique dans le Dafter-e Tanzimat (Livre des Réformes), développant progressivement ses aspects dans d'autres essais et articles.

## Œuvres
Le Carnet occulte (Daftar-e Tanzimat):
Ce traité constitue la première œuvre de Malkom Khan, écrite entre 1858 et 1860 , lorsqu'il avait entre 26 et 28 ans, peu après la destitution de Mirza Agha Khan Nouri de sa fonction de Premier ministre. L’objectif principal de Malkom dans cette œuvre était d’encourager Nasser al-Din Shah à entreprendre des réformes politiques et administratives.
L’Ami et le Ministre (Rafiq va Vazir):
Écrit peu de temps après Daftar-e Tanzimat, ce traité en constitue la suite et une justification explicite des idées qu’il propose.
L’Assemblée des Réformes (Majles-e Tanzimat):
Ce texte aurait été rédigé aux alentours des années 1859-1860 , car il y fait mention de Mahmoud Khan Kalantar, qui était gouverneur de Téhéran avant d’être exécuté sur ordre de Nasser al-Din Shah en 1860, lors des troubles liés à la pénurie de pain et aux émeutes des femmes de Téhéran.
L’Administration publique (Dastgah-e Divan):
Ce traité critique le système bureaucratique iranien sous le règne de Nasser al-Din Shah. Malkom y incite à nouveau le Shah à mener des réformes structurelles. La rédaction de ce texte peut être située entre 1861 et 1863.
Le Carnet de la Loi (Daftar-e Qanun):
Rédigé en 1860 , ce traité porte sur le droit pénal. Dans cette œuvre, Malkom cherche à adapter un nouveau code pénal, inspiré du droit pénal français, au système monarchique iranien.
L’Appel à la justice (Neda-ye Adalat):
Rédigé en 1905, pour Mozaffar al-Din Shah, ce traité reflète les préoccupations de Malkom en matière de justice et d’équité.
La Politique étatique (Politika-ye Dolati):
Dans ce traité, Malkom Khan analyse la rivalité politique et militaire entre les deux grandes puissances de l’époque, la Russie et l’Angleterre, pour le contrôle de l’Asie, notamment de l’Inde. Il examine également le sort de l’Iran au cœur de cette confrontation, en tenant compte de sa position géopolitique stratégique.
Les Principes du progrès (Osul-e Taraqqi):
Dans ce traité, Malkom utilise les concepts et principes de l’économie pour discuter de la nécessité et des modalités du développement économique en Iran. Selon les mémoires de Mirza Mohammad Ali Khan Farid al-Molk, secrétaire de l’ambassade d’Iran à Londres, Malkom a rédigé ce texte en 1883, à Londres et l’a envoyé à Mirza Ali Khan Amin al-Dowleh à Téhéran.